# Pal Benko
Pal Charles Benko (em húngaro:Benkő Pál (Amiens, 15 de julho de 1928 – Budapeste, 26 de agosto de 2019) foi um enxadrista húngaro, Grande Mestre pela FIDE, autor e compositor de problemas de xadrez.
Benko nasceu na França⁣, mas foi criado na Hungria, tendo vencido o campeonato nacional com apenas 20 anos.  Imigrou para os Estados Unidos da América em 1958, após defender o título do Campeonato Mundial Estudantil por Equipes, em Reykjavík, Islândia.  A FIDE o premiou com o título de Grande Mestre no mesmo ano.
Benko foi responsável pela popularização de duas aberturas renomeadas em sua homenagem:
- O Gambito Benko (1.d4 Cf6 2.c4 c5 3.d5 b5), que ele popularizou e utilizou com grande sucesso na década de 1960.
- Abertura Benko (1.g3), que ele introduziu no Torneio de Candidatos de 1962, derrotando Bobby Fischer e Mikhail Tal com ela.

## Candidato ao Campeonato Mundial
A maior conquista de Benko foi se classificar e competir no Torneio de Candidatos — o torneio que decidiria o desafiante ao Campeonato Mundial — em 1959 e 1962. Ambos os torneios tiveram oito dos melhores jogadores do mundo.  Ele terminou em oitavo em 1959 e em sexto em 1962. No ciclo seguinte do campeonato mundial, ele se classificou para a Interzonal de 1964, mas não conseguiu avançar para os Candidatos.

Benko também se classificou para o torneio Interzonal de 1970, mas cedeu a vaga para Bobby Fischer, que venceu o Campeonato Mundial em 1972. 